# Caryocarididae
De Caryocarididae zijn een familie van uitgestorven kreeftachtigen uit de klasse van de Malacostraca (hogere kreeftachtigen).

## Geslachten
- Caryocaris Salter, 1863 †
- Haplocaris Collette & Hagadorn, 2010 †
- Ivocaris Racheboeuf, Crasquin & Brussa, 2009 †
- Janviericaris Racheboeuf, Crasquin & Brussa, 2009 †
- Jellicaris Racheboeuf & Crasquin, 2010 †
- Saltericaris Racheboeuf & Crasquin, 2010 †
- Soomicaris Racheboeuf & Crasquin, 2010 †